# 保罗·莫德里奇
保罗·勞倫斯·莫德里奇（英語：Paul Lawrence Modrich，1946年6月13日—），美国化学家，杜克大学生物化学教授，霍华德·休斯医学研究所研究员。2015年，他与托马斯·林达尔、阿齐兹·桑贾尔共同凭借在“DNA修复的细胞机制方面的研究”获得诺贝尔化学奖。

## 生平
1968年，莫德里奇于麻省理工學院获得學士学位。1973年，他于斯坦福大学获得博士学位。